# ایندین هیلز (نیومکزیکو)
ایندین هیلز، نیومکزیکو (به انگلیسی: Indian Hills) یک منطقهٔ مسکونی در ایالات متحده آمریکا است که در نیومکزیکو واقع شده‌است. ایندین هیلز ۸۹۲ نفر جمعیت دارد و ۱٬۹۶۹٫۰۳ متر بالاتر از سطح دریا واقع شده‌است.